# Gili Timur
Gili Timur is een bestuurslaag in het regentschap Bangkalan van de provincie Oost-Java, Indonesië. Gili Timur telt 3916 inwoners (volkstelling 2010).